# Patrik Ringborg
Hans Patrik Erland Ringborg, född 1 november 1965 i Lidingö församling, Stockholms län, är en svensk dirigent.

## Biografi
Patrik Ringborg är son till Erland Ringborg. Han sjöng i Adolf Fredriks gosskör på 1970-talet och utbildade sig dels vid dirigentlinjen vid Musikhögskolan i Stockholm, dels privat för hovkapellmästare Kurt Bendix. Efter vidare studier i London och Wien arbetade han 1988 som assistent till chefdirigenten vid Semperoperan i Dresden och innehade 1992 samma anställning vid Canadian Opera i Toronto. Från 1989 var han under fyra år engagerad vid Kungliga Teatern som repetitör och assistent till Siegfried Köhler och debuterade där som dirigent 1993.
Från 1993 till 1999 var Ringborg dirigent vid Städtische Bühnen Freiburg im Breisgau, från 1997 även stf Generalmusikdirektor.

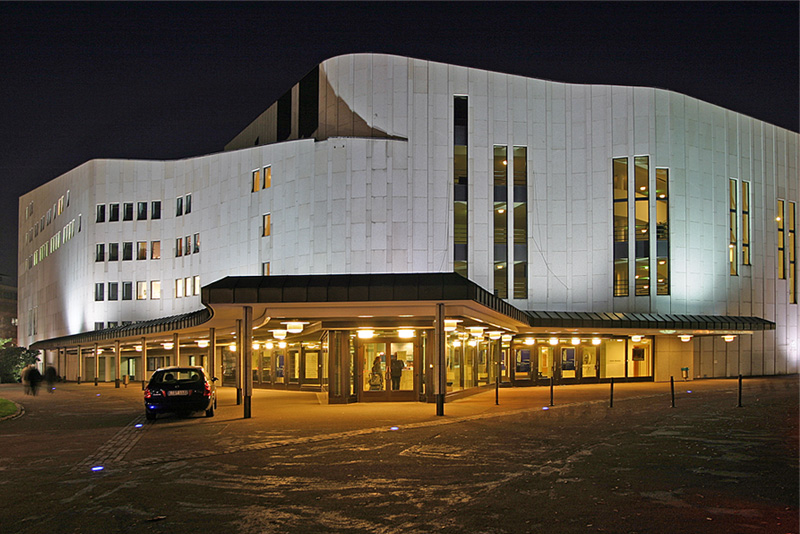
Aalto-Theater

1997 debuterade han vid Aalto-Theater i Essen, där han 1999 engagerades som förste kapellmästare. Efter ett år i Essen utsågs han  tillsammans med bland andra Stefan Soltesz och John Fiore till "Bästa operadirigent" av tidningen Neues Rheinland (augusti 2000) och 2003 utsågs Essens Filharmoniker till "Årets operaorkester" av tidskriften Opernwelt. Ringborg var även konstnärlig ledare för den tyska Kurt Weill-festivalen 2000. Fram till juli 2007 var Ringborg chefdirigent vid teatern i Freiburg.

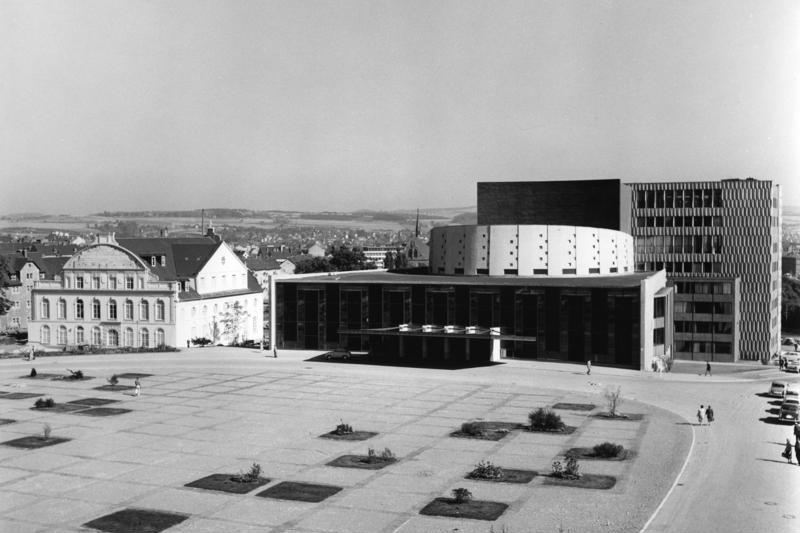
Staatstheater Kassel

Hösten 2007 tillträdde han posten som Generalmusikdirektor vid Staatstheater Kassel, vars orkester, Kassels Statsorkester, hör till Tysklands – och världens – äldsta orkestrar. Han var president för Statsorkesterns orkesterakademi, grundade dess operastudio och var konstnärlig ledare för Gustav Mahler-dagarna i Kassel. I juni 2010 förlängdes hans kontrakt till 2017.
Med en bred konsertverksamhet och över 90 operor på repertoaren hör Patrik Ringborg till Sveriges internationellt mest efterfrågade dirigenter. Han har arbetat med samtliga större svenska orkestrar och över trettio i Tyskland, däribland Sächsische Staatskapelle Dresden, Radio-Sinfonieorchester Frankfurt, WDR Sinfonieorchester Köln, orkestern vid Deutsche Oper Berlin, Münchner Rundfunkorchester, Deutsche Kammerphilharmonie Bremen, Staatskapelle Weimar, filharmonikerna i Essen, Stuttgart och Dortmund, Robert-Schumann-Philharmonie Chemnitz, Münchner Symphoniker samt Staatsorchester Bremen och Philharmonisches Staatsorchester Nürnberg. Därutöver har han dirigerat i Danmark, Finland, Frankrike, Hongkong, , Irland, Italien, Norge, Schweiz, Spanien, Ungern och Österrike.

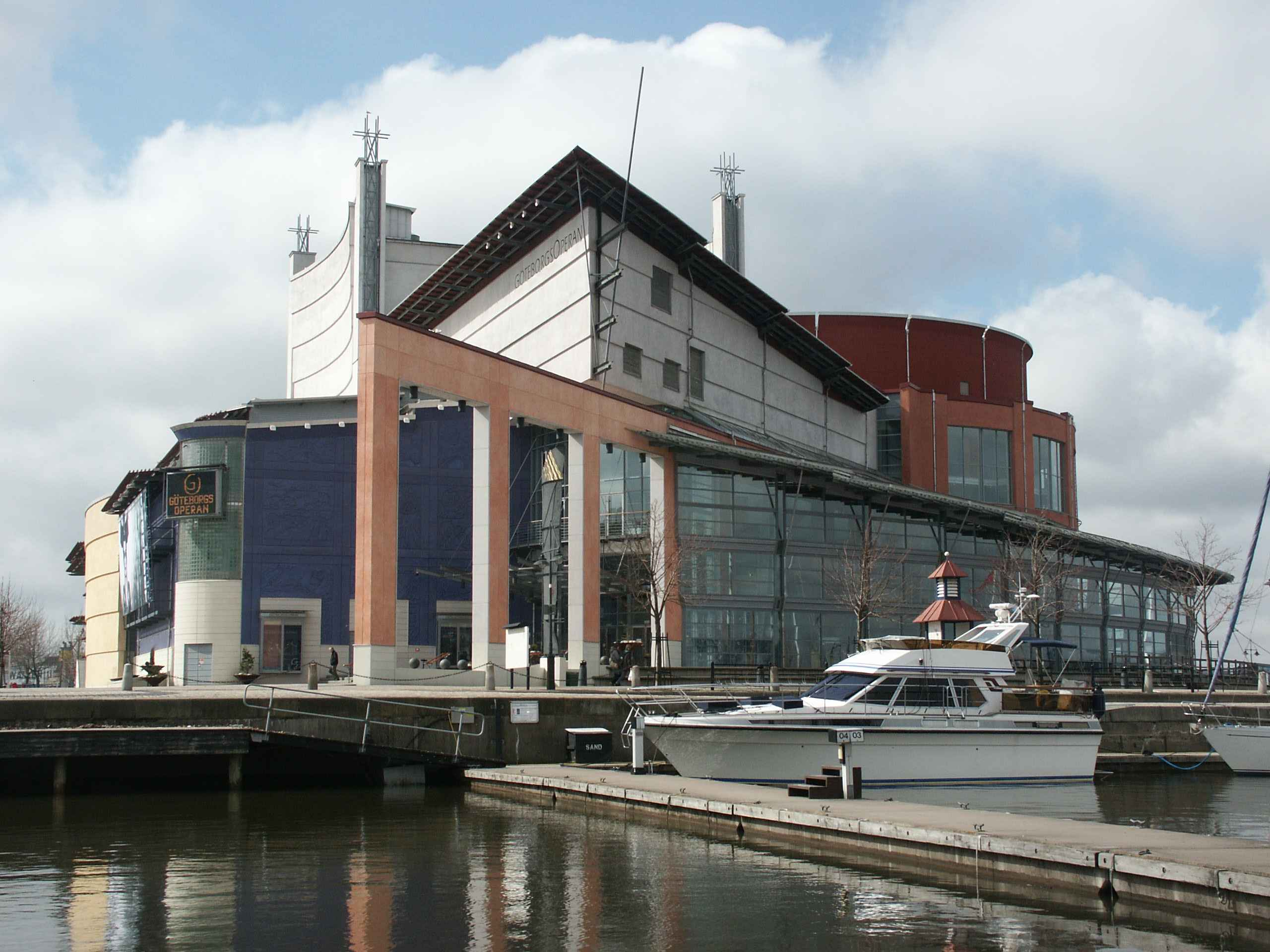
GöteborgsOperan

Patrik Ringborg debuterade 1998 vid Göteborgsoperan med Tannhäuser och dirigerade därefter teaterns samtliga Wagner-produktioner t o m 2006. Efter en nyproduktion av Cavalleria Rusticana/Pajazzo utnämndes han år 2000 till Förste gästdirigent och dirigerade nyproduktioner av Il Trovatore och Manon Lescaut. Efter Lohengrin år 2000 ledde han den uppmärksammade Göteborgspremiären av Tristan och Isolde, efter vilken GöteborgsOperans orkester tilldelades Svenska Dagbladets operapris och Patrik Ringborg nominerades till Tidskriften Operas pris. 2004 följde premiären av Valkyrian och hösten 2011 återvände Patrik Ringborg till Göteborgsoperan med en premiär av Salome och ledde den omtalade världspremiären av Notorious i september 2015. 2018 följde en produktion av Ariadne på Naxos och 2022 ledde han premiären av Herr Arnes penningar.
Patrik Ringborg ledde nypremiärerna av Nabucco på Semperoperan i Dresden och av Ödets makt på Deutsche Oper Berlin, dit han återkom med en nypremiär av Manon Lescaut.
2004–08 var han ständig gäst vid Deutsches Nationaltheater Weimar med produktioner av Werther, Lady Macbeth från Mtsenskdistrikten och Tosca och våren 2010 dirigerade han nypremiären av Rosenkavaljeren vid operan i Köln (inklusive Dame Kiri Te Kanawas avskedsföreställningar).
Vid Nobelprisutdelningen 2008 dirigerade Ringborg Kungliga Filharmonikerna, en orkester han gästat ett flertal gånger sedan 1996. 2009 debuterade han med Göteborgs Symfoniker, Sveriges nationalorkester.
2009 debuterade Ringborg även vid Den Norske Opera med en premiär på Elektra. Sommaren 2010 ledde Ringborg Kungliga Operans gästspel med samma verk vid operafestivalen i Nyslott. Hösten 2012 debuterade han med Estlands Nationella Symfoniorkester och 2013 följde debuten som operadirigent vid Stockholmsoperan med en premiär av Parsifal. Till Stockholm återkom han 2016 för uruppförandet av Daniel Börtz Medea vid Kungliga Operan.
Sedan 2021 är Ringborg Förste gästdirigent vid Malmö Opera.
Patrik Ringborg utnämndes av tidskriften Opus till Sveriges mest inflytelserika person för den klassiska musiken 2015. I juryns bedömning ingick att han dirigerat två världspremiärer av svenska nyskrivna operor, hade ett tungt chefsjobb i Tyskland och samtidigt räddade Västerås Sinfonietta från nedläggning.
Han är ledamot av Kungliga Musikaliska akademien och ledamot av dess styrelse.

## Priser och utmärkelser (urval)
- Svenska Dagbladets operapris 2014[4]

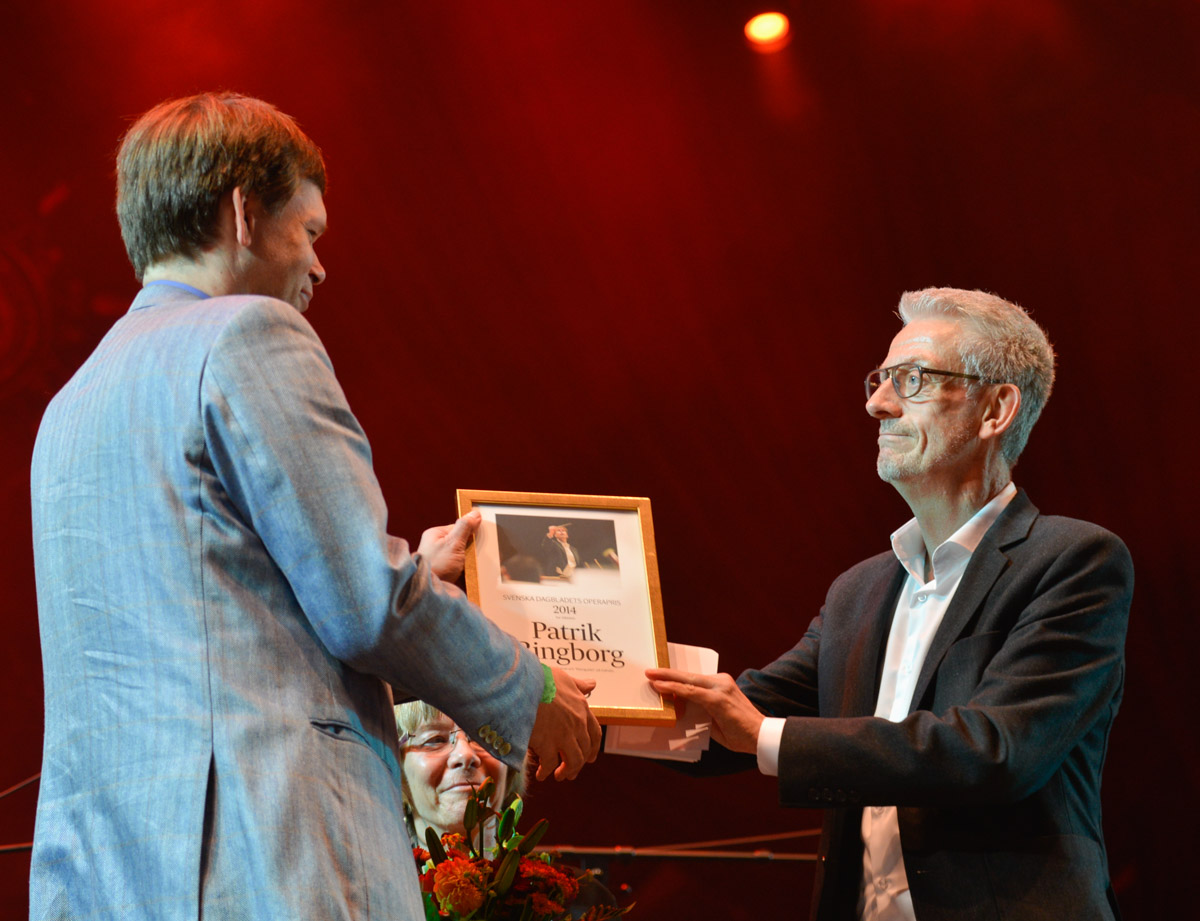
Patrik Ringborg tar emot Svenska Dagbladets operapris 2014 på Gustav Adolfs torg under Stockholms Kulturfestival.

- Ledamot nr. 1015 av Kungliga Musikaliska Akademien 2016[5]
- Medaljen Litteris et Artibus i guld av 8:e storleken (GMleta) 2022 För framstående konstnärliga insatser inom svenskt musikliv.[6]
- Kungliga Musikaliska Akademiens minnesmedalj i guld över Hugo Alfvén 2023 För sitt djupa engagemang för Hugo Alfvéns symfoniska verk och balettmusik, inte minst under jubileumsåret 2022.[7]

## Operaproduktioner (urval)
- La Traviata: Freiburger Theater, 1993
- Faust: Aaltotheater Essen, 2000
- Hans och Greta: Aaltotheater Essen, 2000
- Manon Lescaut: GöteborgsOperan, 2002
- Tristan och Isolde: GöteborgsOperan, 2003
- Valkyrian: GöteborgsOperan, 2004
- Lady Macbeth från Mtsensk: Deutsches Nationaltheater Weimar, 2006
- Rhenguldet: Theater Freiburg, 2006
- Elektra: Theater Freiburg, 2007
- Tosca: Deutsches Nationaltheater Weimar, 2008
- Peter Grimes: Staatstheater Kassel, 2008
- Salome: Staatstheater Kassel, 2008
- Karmelitsystrarna: Staatstheater Kassel, 2009
- Elektra: Den Norske Opera, 2009
- Mästersångarna i Nürnberg: Staatstheater Kassel, 2010
- Rosenkavaljeren: Oper Köln, 2010
- Elektra: Savonlinna, 2010
- Lear: Staatstheater Kassel, 2010
- Lohengrin: Staatstheater Kassel, 2011
- Salome: GöteborgsOperan, 2011
- Lady Macbeth från Mtsensk: Staatstheater Kassel, 2011
- Trollflöjten: Staatstheater Kassel, 2011
- Parsifal: Staatstheater Kassel, 2012
- Rhenguldet: Dalhalla, 2013
- Parsifal: Kungliga Operan, 2013
- Die Frau ohne Schatten: Staatstheater Kassel, 2014
- Rosenkavaljeren: Staatstheater Kassel, 2014
- Figaros bröllop: GöteborgsOperan, 2014
- Turandot: Staatstheater Kassel, 2015
- Notorious: GöteborgsOperan, 2015
- Medea (opera, Börtz): Kungliga Operan, 2016
- Figaros bröllop: Staatstheater Kassel, 2016
- Elektra: Staatstheater Kassel, 2017
- Ariadne på Naxos: GöteborgsOperan, 2018
- Parken: Malmö Opera, 2018
- Schlagt sie tot!: Malmö Opera, 2019
- Höstsonaten (opera): Malmö Opera, 2019
- Herr Arnes penningar: GöteborgsOperan, 2022
- Systrarna: Malmö Opera, 2022
- Romeo och Julia (opera, Gounod): Malmö Opera, 2022
- Fallet Makropulos: Malmö Opera, 2023
- Death and the Maiden: Malmö Opera, 2024

## Stilstudie från dirigentpodiet
Patrik Ringborg dirigerar Kungliga Hovkapellet på Gustav Adolfs torg under Stockholms Kulturfestivall 2023.

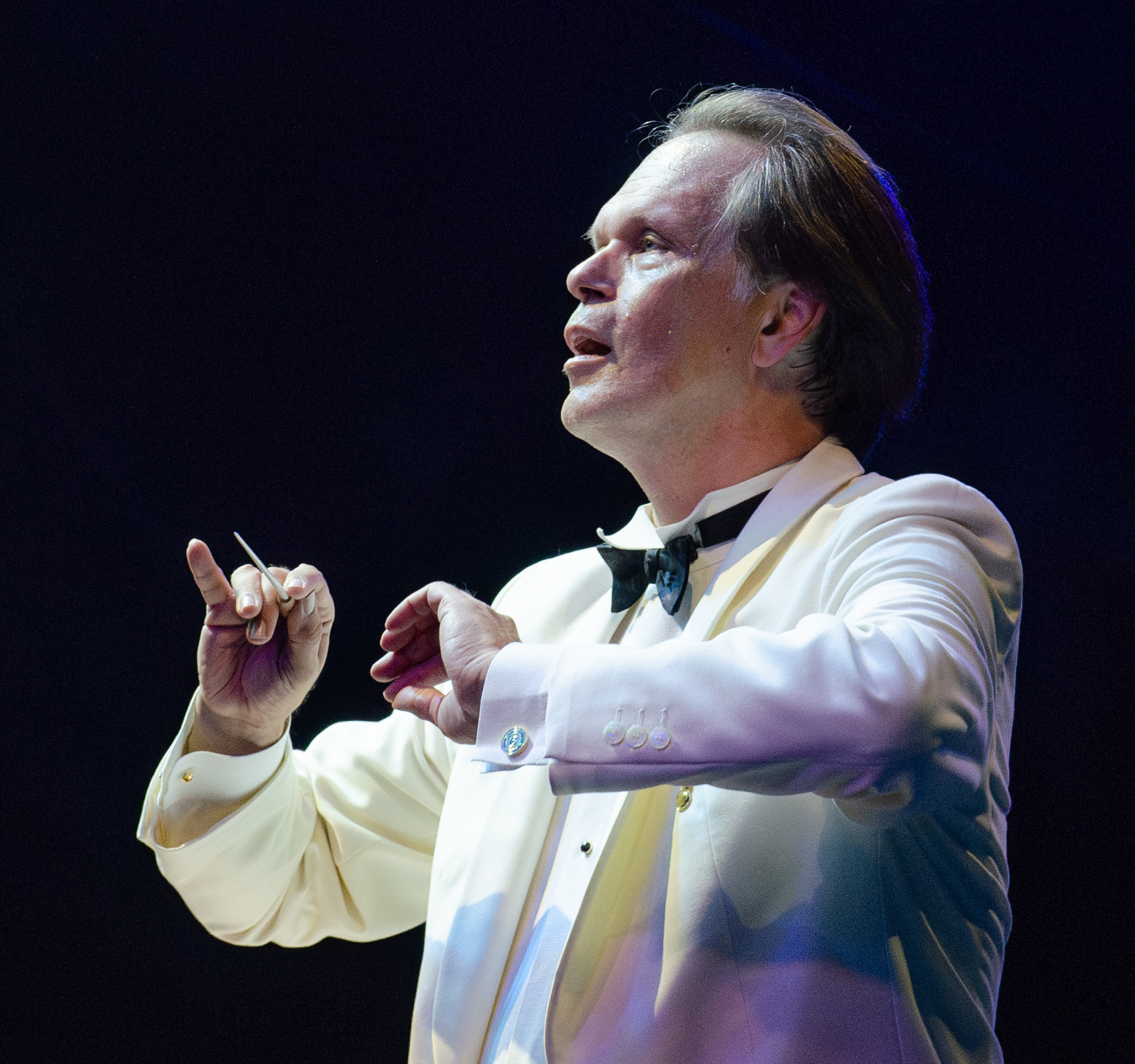
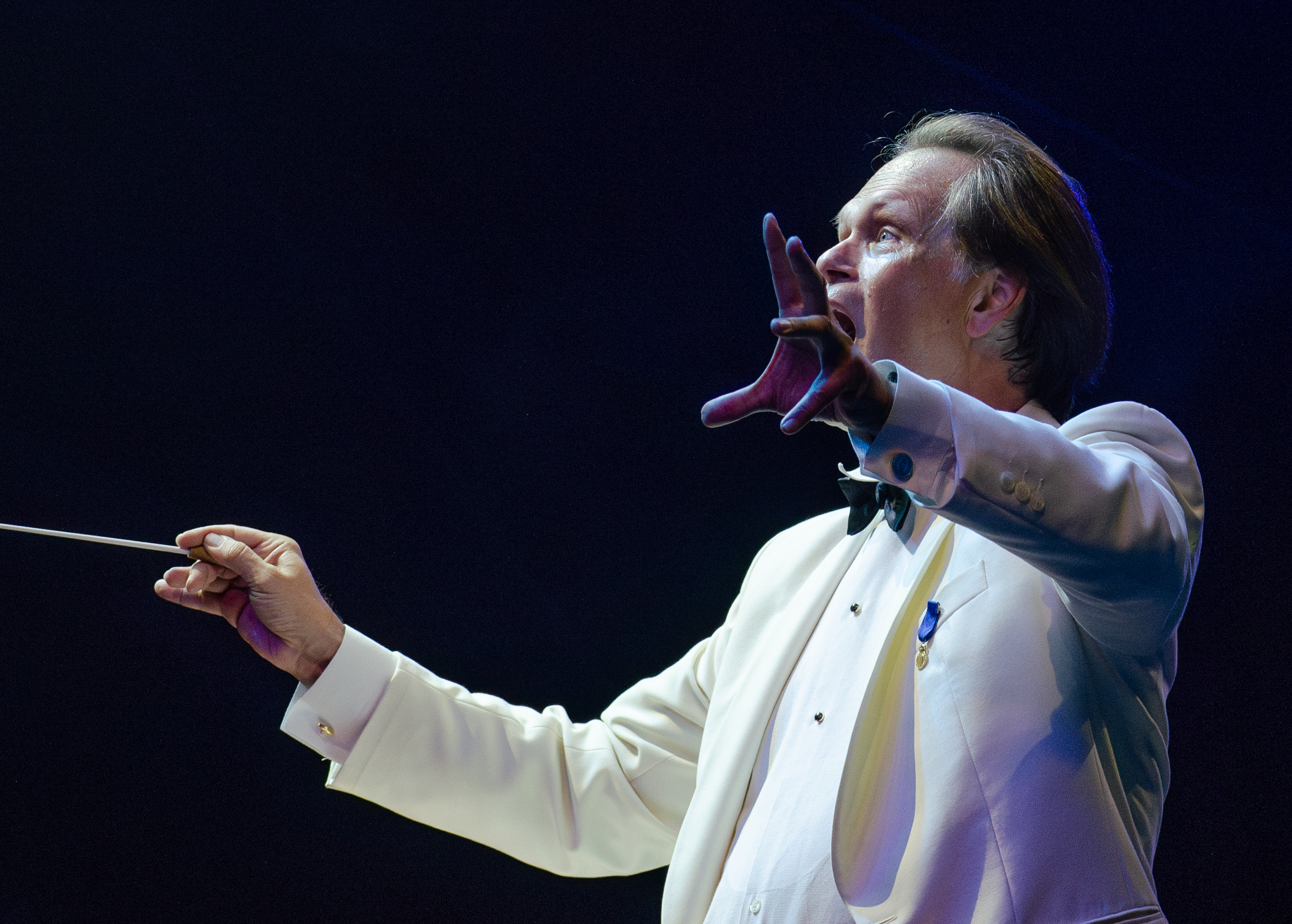
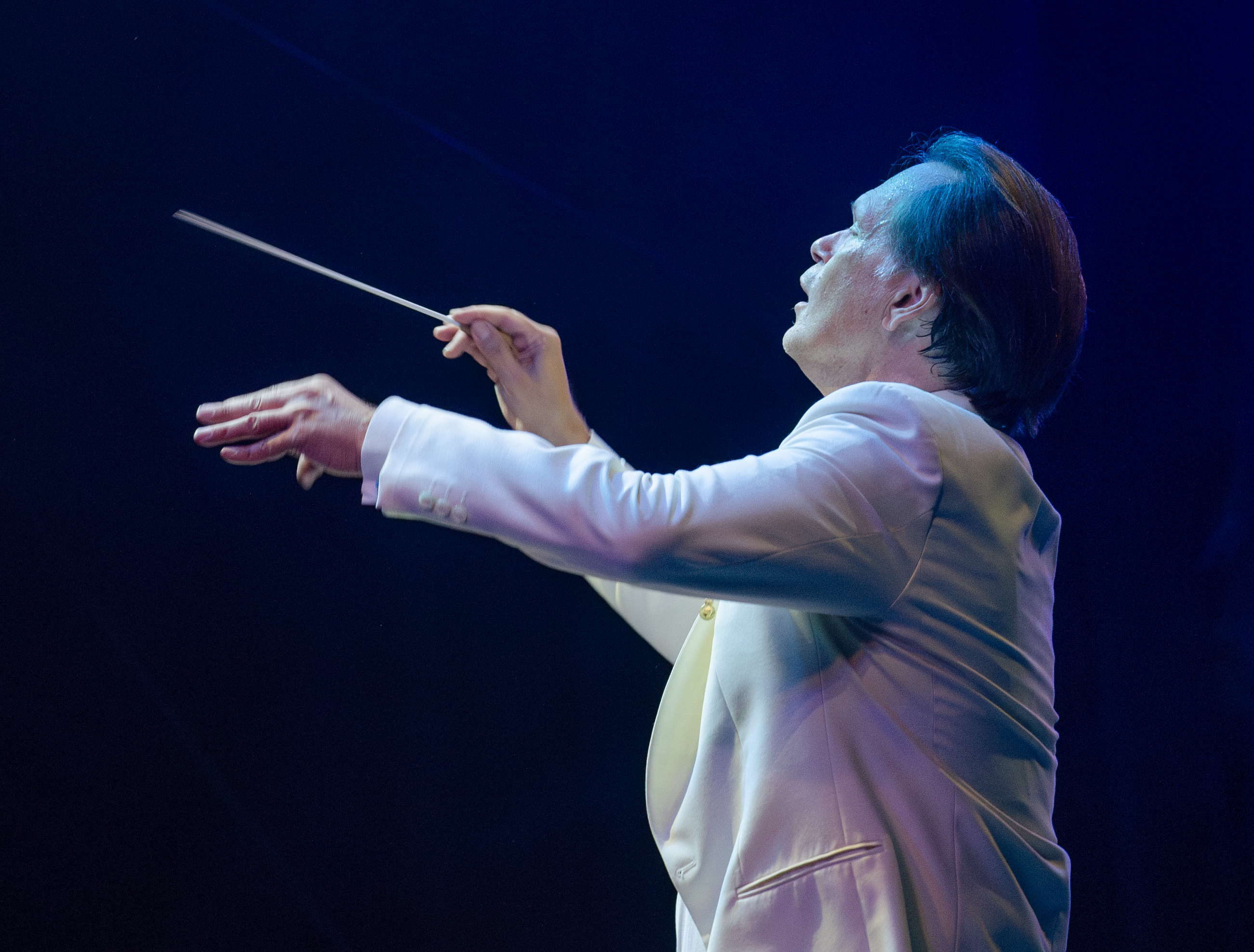
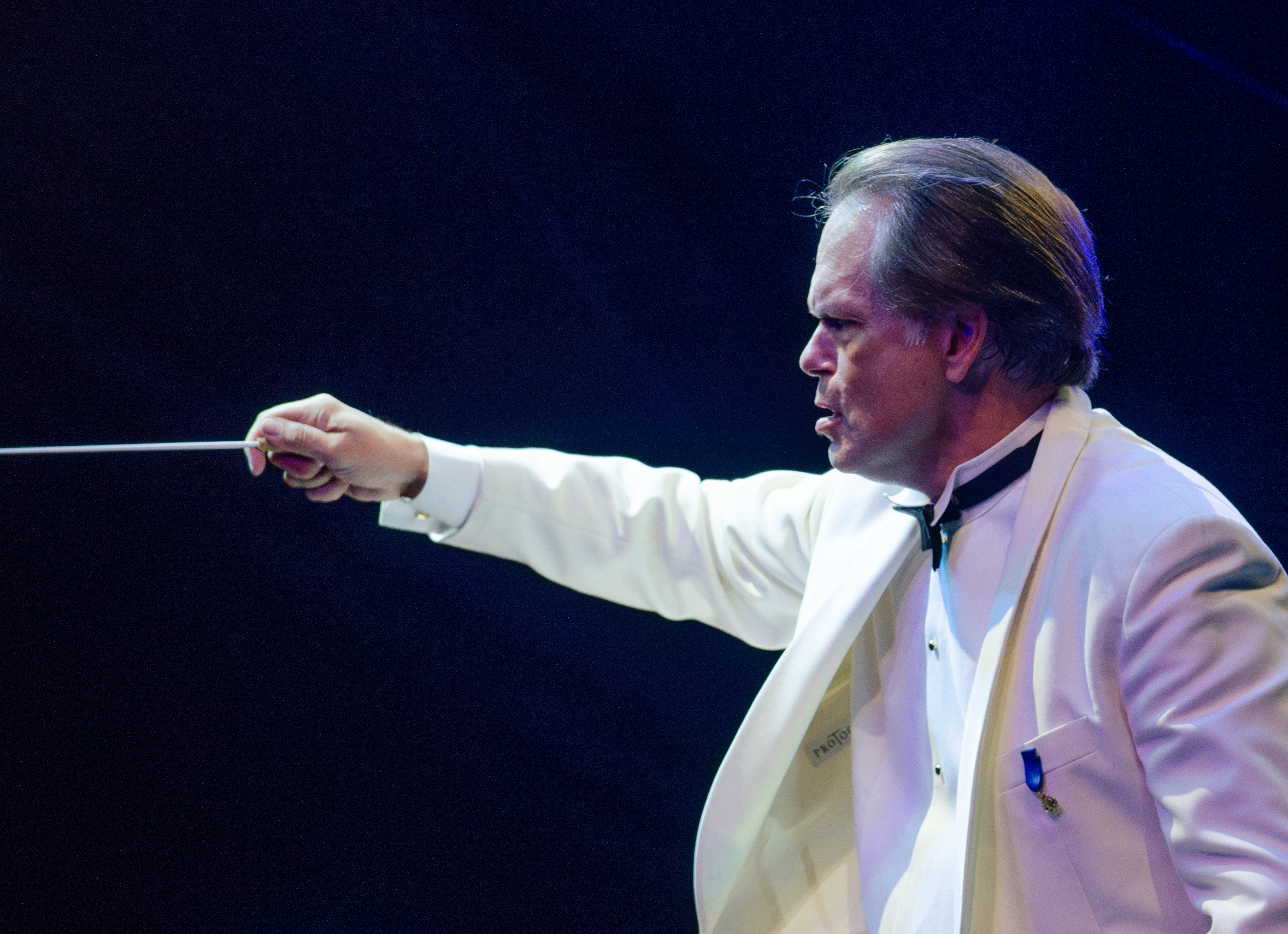
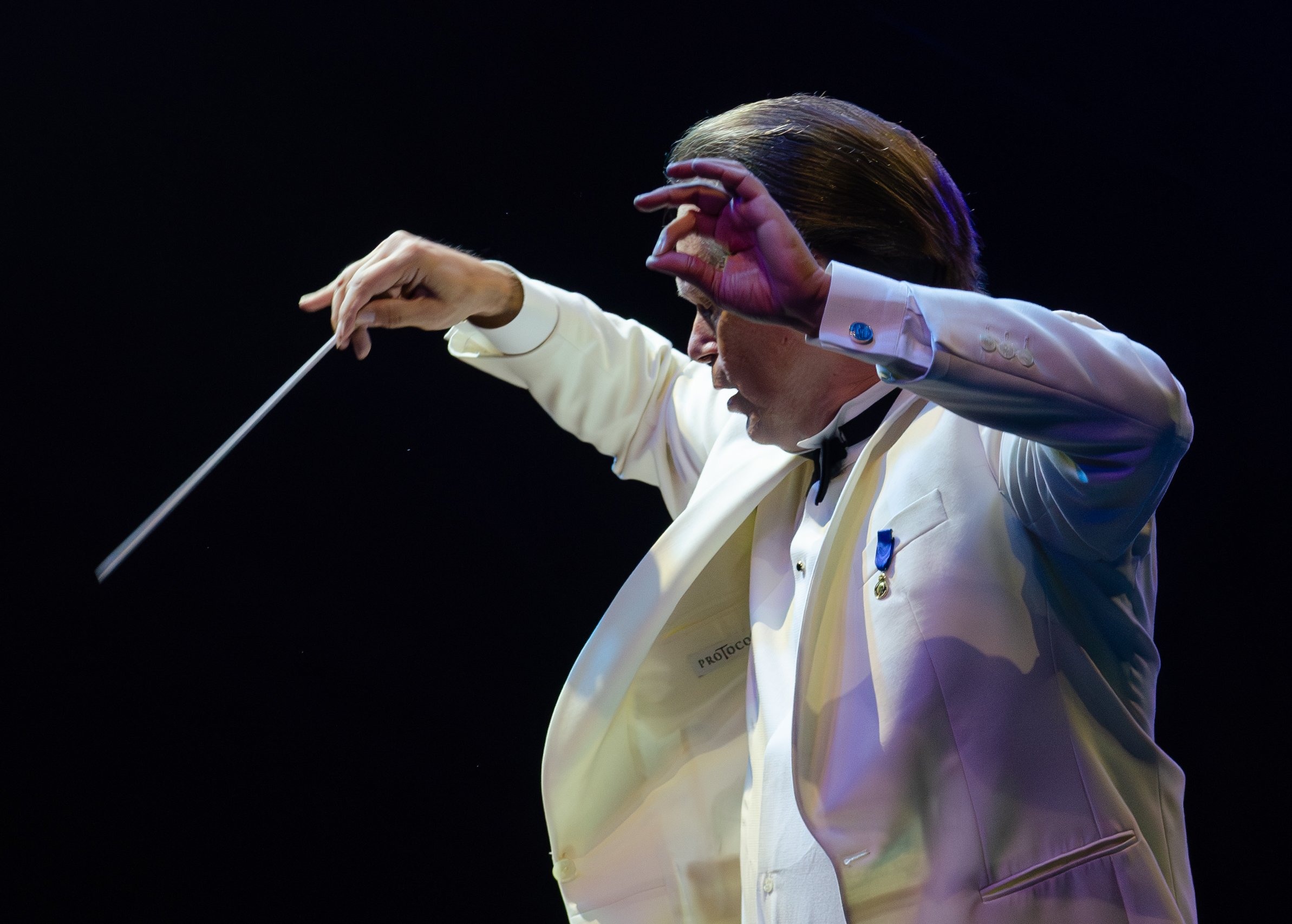

## Utvald litteratur
- wagnerspectrum. Werktreue bei Wagner. Der Dirigent Patrik Ringborg im Gespräch mit Egon Voss. Koenigshausen + Neumann Verlag 2005. ISBN 3-8260-3285-3
- Nationalencyklopedin. Artikel "Patrik Ringborg", Supplementband 3. NE Förlag 1999. ISBN 91-7133-740-7
- Die Walküre av Richard Wagner. Akt II, Schott Music 2004. ISMN M-001-12529-1
- Die Walküre av Richard Wagner. Akt III, Schott Music 2005. ISMN M-001-12974-9
- A Gallery Carol av Patrik Ringborg. SK Förlag 1985. ISMN M-070-01675-9
- Julstjärnan av Patrik Ringborg. Gehrmans 2021. GE 14136
- Europa Publications: International Who's Who in Classical Music 2003, 19th edition, Routledge, 2003. 980 p., ISBN 978-1-857-43174-2
- Ruth Renée Reif: Die Stuttgarter Philharmoniker, ein historisches Porträt, Tübingen: Silberburg-Verlag, 1999. ISBN 3-87407-319-X
- Swedish choral music, a selective catalogue, Stockholm: Svensk Musik, 1988, 60 p. ISBN 9-18547-049-X